# Jermain Grünberg
Jermain Grünberg (2 de setembro de 2000) é um ginasta artístico neerlandês. Ele representou os Países Baixos nos Jogos Olímpicos de Verão de 2024.

## Juventude e vida pessoal
Grünberg nasceu em 2 de setembro de 2000 em Tilburg. Seu pai é da Indonésia. Sua mãe e avó trabalhavam como treinadoras de ginástica, que é como ele começou o esporte. Ele se mudou para Den Bosch quando tinha 18 anos para seu treinamento de ginástica e optou por não ir para a universidade. Ele é um fã dos clubes de futebol Willem II e Real Madrid.

## Carreira
Aos 15 anos, Grünberg foi selecionado para competir no Campeonato Europeu Júnior de 2016, e a equipe holandesa terminou em 21º. Ele também competiu no Campeonato Europeu Júnior de 2018, onde a equipe holandesa terminou em 22º.
Grünberg perdeu o Campeonato Europeu de 2021 por causa de um ligamento rompido no tornozelo. No Campeonato Mundial de Ginástica Artística de 2021|Campeonato Mundial de 2021]], ele deslocou o dedo no meio de sua rotina de barras paralelas. Apesar disso, ele ainda terminou a competição e ficou em 38º lugar no geral.
Grünberg ganhou a medalha de prata geral no Campeonato Holandês de 2022, perdendo a medalha de ouro devido a uma queda em suas argolas paradas. Nas finais do evento, ele ganhou a medalha de ouro nas barras paralelas, a medalha de prata no exercício de solo e a medalha de bronze no cavalo com alças. No Campeonato Europeu de 2022, ele competiu com a equipe holandesa que ficou em 11º lugar na rodada de qualificação. Ele então competiu no Campeonato Mundial de 2022 em Liverpool, onde a equipe holandesa terminou em 13º na rodada de qualificação. Ele também não se classificou para nenhuma das finais individuais.
Grünberg ganhou sua primeira medalha na Copa do Mundo da FIG na World Challenge Cup de Varna de 2023 com uma medalha de bronze nas barras paralelas. Ele também ficou em sétimo lugar na final da barra horizontal. Ele foi inicialmente o primeiro reserva para a final das barras paralelas na World Challenge Cup de Osijek, mas conseguiu competir após uma desistência e ficou em sétimo lugar. No Campeonato Mundial de 2023, Grünberg e a equipe holandesa ficaram em 11º lugar na rodada de qualificação e ganharam uma vaga de equipe para os Jogos Olímpicos de 2024.
Grünberg ficou em sexto lugar nas argolas paradas na Copa do Mundo de Osijek de 2024. Ele então competiu no Campeonato Europeu de 2024, onde a equipe holandesa terminou em 12º na rodada de qualificação, e ele não avançou para nenhuma final do evento. Ele ganhou a medalha de bronze geral e o título de barra horizontal no Campeonato Holandês de 2024. Ele foi então selecionado para competir nos Jogos Olímpicos de Verão de 2024 ao lado de Martijn de Veer, Loran de Munck, Frank Rijken e Casimir Schmidt.